# Boon Koppa, Yelbarga
Boon Koppa là một làng thuộc tehsil Yelbarga, huyện Koppal, bang Karnataka, Ấn Độ.